# Elaeocarpus le-ratii
Elaeocarpus le-ratii là một loài thực vật có hoa trong họ Côm. Loài này được Schltr. mô tả khoa học đầu tiên năm 1908.